# César Samudio
César Jair Samudio Murillo (Panama, 26 marzo 1994) è un calciatore panamense, portiere del Marathón e della Nazionale panamense.

## Carriera

### Club
Samudio è cresciuto nel Chepo dove ha giocato in prima squadra dal 2013 al 2016. Dopo una stagione all'Atl. Veragüense si è trasferito al Costa del Este con cui ha vinto una coppa nazionale. Nel 2019 è passato al Plaza Amador ma dopo una stagione senza presenze ha fatto ritorno al Costa del Este. Nel 2021 ha firmato con l'Indep. La Chorrera e l'anno successivo ha vinto il Campionato di Clausura venendo inserito nella squadra ideale del torneo.
Il 6 gennaio 2023 è stato ceduto in prestito al Marathón, trasferimento divenuto definitivo al termine della stagione.

### Nazionale
Il 1º maggio 2022 ha debuttato con la Nazionale panamense nell'amichevole persa 3-2 contro El Salvador. Nel 2023 è stato incluso fra i convocati sia per la fase finale di CONCACAF Nation League sia per la CONCACAF Gold Cup 2023.

## Statistiche

### Presenze e reti nei club
Statistiche aggiornate al 16 luglio 2023.
| Stagione                            | Squadra                             | Campionato                          | Campionato | Campionato | Coppe nazionali | Coppe nazionali | Coppe nazionali | Coppe continentali | Coppe continentali | Coppe continentali | Altre coppe | Altre coppe | Altre coppe | Totale | Totale |
| Stagione                            | Squadra                             | Comp                                | Pres       | Reti       | Comp            | Pres            | Reti            | Comp               | Pres               | Reti               | Comp        | Pres        | Reti        | Pres   | Reti   |
| ----------------------------------- | ----------------------------------- | ----------------------------------- | ---------- | ---------- | --------------- | --------------- | --------------- | ------------------ | ------------------ | ------------------ | ----------- | ----------- | ----------- | ------ | ------ |
| 2013-2014                           | ANPF                                | Chepo                               | 3          | -3         |                 | -               | -               |                    | -                  | -                  |             | -           | -           | 3      | -3     |
| 2014-2015                           | ANPF                                | Chepo                               | 1          | -2         |                 | -               | -               |                    | -                  | -                  |             | -           | -           | 1      | -2     |
| 2015-2016                           | ANPF                                | Chepo                               | 23         | -24        |                 | -               | -               |                    | -                  | -                  |             | -           | -           | 23     | -24    |
| Totale Chepo                        | Totale Chepo                        | Totale Chepo                        | 27         | -29        |                 | -               | -               |                    | -                  | -                  |             | -           | -           | 27     | -29    |
| 2016-2017                           | ANPF                                | Atl. Veragüense                     | 10         | -15        |                 | -               | -               |                    | -                  | -                  |             | -           | -           | 10     | -15    |
| 2018-2019                           | ANPF                                | Costa del Este                      | 8          | -7         |                 | -               | -               |                    | -                  | -                  |             | -           | -           | 8      | -7     |
| 2019                                | LPF                                 | Plaza Amador                        | 0          | 0          |                 | -               | -               |                    | -                  | -                  |             | -           | -           | 0      | 0      |
| 2020                                | LPF                                 | Costa del Este                      | 10         | -9         |                 | -               | -               |                    | -                  | -                  |             | -           | -           | 10     | -9     |
| Totale Costa del Este               | Totale Costa del Este               | Totale Costa del Este               | 18         | -16        |                 | -               | -               |                    | -                  | -                  |             | -           | -           | 18     | -16    |
| 2021                                | LPF                                 | Indep. La Chorrera                  | 24         | -18        |                 | -               | -               | CL                 | 2                  | -2                 |             | -           | -           | 26     | -20    |
| 2022                                | LPF                                 | Indep. La Chorrera                  | 29         | -26        |                 | -               | -               |                    | -                  | -                  |             | -           | -           | 29     | -26    |
| Totale Independiente de la Chorrera | Totale Independiente de la Chorrera | Totale Independiente de la Chorrera | 53         | -44        |                 | -               | -               |                    | 2                  | -2                 |             | -           | -           | 55     | -46    |
| 2022-2023                           | LNH                                 | Marathón                            | 20         | -15        |                 | -               | -               |                    | -                  | -                  |             | -           | -           | 20     | -15    |
| Totale carriera                     | Totale carriera                     | Totale carriera                     | 128        | -119       |                 | -               | -               |                    | 2                  | -2                 |             | -           | -           | 130    | -121   |

### Cronologia presenze e reti in nazionale
| Cronologia completa delle presenze e delle reti in nazionale ― Panama | Cronologia completa delle presenze e delle reti in nazionale ― Panama | Cronologia completa delle presenze e delle reti in nazionale ― Panama | Cronologia completa delle presenze e delle reti in nazionale ― Panama | Cronologia completa delle presenze e delle reti in nazionale ― Panama | Cronologia completa delle presenze e delle reti in nazionale ― Panama | Cronologia completa delle presenze e delle reti in nazionale ― Panama | Cronologia completa delle presenze e delle reti in nazionale ― Panama |
| Data                                                                  | Città                                                                 | In casa                                                               | Risultato                                                             | Ospiti                                                                | Competizione                                                          | Reti                                                                  | Note                                                                  |
| --------------------------------------------------------------------- | --------------------------------------------------------------------- | --------------------------------------------------------------------- | --------------------------------------------------------------------- | --------------------------------------------------------------------- | --------------------------------------------------------------------- | --------------------------------------------------------------------- | --------------------------------------------------------------------- |
| 1-5-2022                                                              | Cary                                                                  | El Salvador                                                           | 3 – 2                                                                 | Panama                                                                | Amichevole                                                            | -3                                                                    |                                                                       |
| 10-6-2023                                                             | Penonomé                                                              | Panama                                                                | 3 – 2                                                                 | Nicaragua                                                             | Amichevole                                                            | -                                                                     | 64’                                                                   |
| 7-9-2023                                                              | Panama                                                                | Panama                                                                | 3 – 0                                                                 | Martinica                                                             | CONCACAF Nations League 2023-2024 - 1º turno                          | -                                                                     | 46’                                                                   |
| 10-9-2023                                                             | Città del Guatemala                                                   | Guatemala                                                             | 1 – 1                                                                 | Panama                                                                | CONCACAF Nations League 2023-2024 - 1º turno                          | -1                                                                    |                                                                       |
| Totale                                                                |                                                                       | Presenze                                                              | 4                                                                     |                                                                       | Reti                                                                  | -4                                                                    |                                                                       |

## Palmarès

### Club

#### Competizioni nazionali
- Torneo de Copa: 1

Costa del Este: 2018-2019
- Campionato panamense: 1

Independiente de la Chorrera: Clausura 2022